# Zygochloa
Zygochloa é um género botânico pertencente à família Poaceae.